# Die Verschwörer
Die Verschwörer – Im Namen der Gerechtigkeit (im Original Dark Justice) ist eine US-amerikanische Fernsehserie. Der Hauptdarsteller Ramy Zada, der die Rolle von Richter Nicholas Marshall in der ersten Staffel spielte, wurde ab der zweiten Staffel durch Bruce Abbott ersetzt.

## Hintergrund
Im Vorspann spricht Richter Nicholas Marshall: „Als ich Polizist war, entwischten die, die ich geschnappt hatte durch eine Gesetzeslücke, aber ich glaubte an das System. Als ich Staatsanwalt war, verlor ich meine Anklagen gegen gerissene Anwälte, aber ich glaubte an das System. Als ich Richter war, wurden mir die Hände durch Gesetzestexte gebunden, aber ich glaubte an das System. Bis mein Leben dadurch zerstört wurde; da hörte ich auf an das System zu glauben und ich fing an, an die Gerechtigkeit zu glauben.“
Nicholas „Nick“ Marshall war Polizist, Staatsanwalt und dann Richter. Nachdem seine Frau und seine Tochter ermordet werden, nimmt er das Gesetz in die eigene Hand und beginnt nachts für Gerechtigkeit zu sorgen. Angeklagte, die er nicht verurteilen kann, die aber eindeutig schuldig sind, jagt er in der Nacht. Am Tag trägt er Anzug und Robe, seine langen Haare sind mit Gel gebändigt. In der Nacht trägt er Lederjacke und Jeans und seine Haare sind ungebändigt.
Unterstützt wird Nick von dem ehemaligen Fälscher Arnold „Moon“ Willis (Dick O’Neill), seiner Freundin Catalana „Cat“ Duran (Begoña Plaza) und dem Special-Effekts-Profi Jericho „Gibs“ Gibson (Clayton Prince). Nach dem Tod von Cat kommt Maria Marti (Viviane Vives), eine ehemalige Interpol-Agentin, dazu. Auch sie bleibt nicht lange und wird dann durch Kelly Cochrane (Janet Gunn) ersetzt. Sie ist Privatdetektivin und bekommt Hilfe von „den Verschwörern“, fortan arbeitet sie mit ihnen zusammen.

## Trivia
- Die erste Staffel wurde in Barcelona in Spanien gedreht. Die zweite und dritte Staffel in Los Angeles, Kalifornien.
- Der Darsteller der Hauptfigur Nicholas „Nick“ Marshall hat nach der ersten Staffel gewechselt. Aufgrund der großen Ähnlichkeit der Schauspieler Ramy Zada (1. Staffel) und Bruce Abbott (2. und 3. Staffel) ist dies zunächst kaum einem Zuschauer aufgefallen.
- Wenn Nick im Gerichtssaal einen Angeklagten verabschiedet, und dabei weiß, dass er ihn weiter jagen wird, sagt er zu ihm: „Die Justiz mag blind sein, aber sie kann im Dunklen sehen.“
- Die damals noch relativ unbekannte Carrie-Anne Moss spielt Tara McDonald, Nicks Sekretärin.